# Bill Fralic
William P. Fralic Jr., detto Bill (Pittsburgh, 31 ottobre 1962 – Atlanta, 13 dicembre 2018), è stato un giocatore di football americano statunitense che ha giocato nel ruolo di offensive guard nella National Football League (NFL). Fu scelto come secondo assoluto nel Draft NFL 1985 dagli Atlanta Falcons. Al college giocò a football all'Università di Pittsburgh.

## Carriera professionistica
Nel Draft 1985, Fralic fu scelto dagli Atlanta Falcons come secondo assoluto, imponendosi come titolare già nella sua stagione da rookie. Fu inserito nella formazione ideale della stagion All-Pro dal 1986 al 1988 e convocato per quattro Pro Bowl consecutivi dal 1986 al 1989, guadagnandosi la fama di un feroce bloccatore sulle corse.
Nel finale di carriera, Fralic fu uno dei primi giocatori a trarre vantaggio dal nuovo sistema di free agent passando dagli Atlanta Falcons ai Detroit Lions, quasi raddoppiando il suo stipendio a 1,6 milioni di dollari nella stagione 1993.

## Palmarès
- Convocazioni al Pro Bowl: 4

1986, 1987, 1988, 1989
- First-team All-Pro: 3

1986, 1987, 1988
- PFWA All-Rookie Team - 1985
- Formazione ideale della NFL degli anni 1980
- College Football Hall of Fame

## Statistiche
| Partite totali | 132 |